# Swantje Riechers
Swantje Riechers (* 27. März 1991 in Bielefeld) ist eine deutsche Schauspielerin.

## Leben und Karriere
Von 2012 bis 2016 besuchte Riechers die Schauspielschule der Keller in Köln. Seither tritt sie sowohl in verschiedenen Filmrollen als auch auf der Bühne auf. Sie spielte unter anderem mit Tom Gerhardt unter der Regie von René Heinersdorff in Düsseldorf am Theater an der Kö sowie am Kölner Theater am Dom. Weitere Auftritte folgten in Bonn und auf Tournee.
2019 wurde Riechers für ihre Rolle als Lara in dem Kurzfilm Ohne dich (2018, internationaler Titel Without You) als Beste Nebendarstellerin in einem Kurzfilm bei den SOFIES – The Short Film Awards in New York nominiert.
Sie lebt in Köln.

## Filmografie (Auswahl)
- 2012: Bermuda-Dreieck Nordsee (Fernsehfilm, Regie: Nick Lyon)
- 2013: Die Prüfung (Dokumentarfilm, Regie: Till Harms)
- 2015: SOKO Köln (Fernsehserie, Folge: Partitur eines Todes, Regie: Gero Weinreuter)
- 2016: Weihnachten und andere Lügen (Fernsehfilm, Regie: Simon Busch)
- 2016: Lifelines (Fernsehserien-Pilotfilm, Regie: Sebastian Sorger)
- 2017: Die Bergretter (Fernsehserie, 1 Folge: Entscheidung im Eis, Regie: Jorgo Papavassiliou)
- 2018: Ohne dich (Kurzfilm, Regie: Benjamin Bechtold)
- 2024: Für alle Fälle Familie (Fernsehserie, 1 Folge, Regie: Sebastian Klees)
- 2025: Carl – Ein Live Musikfilm (Regie: Salip Tarakci)